# Айзеншмид, Маркус
Маркус Айзеншмид (нем. Markus Eisenschmid; род. 22 января 1995 года, Марктобердорф, Германия) — немецкий хоккеист клуба «Адлер Мангейм».

## Карьера
После двух хороших сезонов Западной хоккейной лиги, Айзеншмид, был вызван в тренировочный лагерь клуба НХЛ «Монреаль Канадиенс». Затем ему предложили контракт с клубом АХЛ «Сент-Джонс Айскэпс». В январе 2017 года «Канадиенс» подписал с ним контракт на два года, но был сразу же отправлен в фарм-клуб, так и не сыграв ни одного матча в НХЛ.
В июне 2018 года подписал контракт с немецким клубом «Адлер Мангейм», которая выступает в немецкой лиге. Чемпион Германии сезона 2018/19.
Выступает за национальную сборную Германии.

## Личная жизнь
У Маркуса есть две сестры Таня и Никола, которые также играют в хоккей и выступают за женскую сборную Германии.